# Amrinder Singh
Amrinder Singh (en punyabí: ਅਮਰਿੰਦਰ ਰਣਜੀਤ ਸਿੰਘ; Mahilpur, India, 27 de mayo de 1993) es un futbolista de la India que juega en la posición de guardameta. Desde el 2022 juega en el Odisha FC de la Superliga de India.

## Carrera

### Club
| Periodo   | Club                      | Apariciones | Goles |
| --------- | ------------------------- | ----------- | ----- |
| 2011–2015 | Pune FC                   | 61          | 0     |
| 2015      | → ATK FC (cedido)         | 13          | 0     |
| 2016      | → Bengaluru FC (cedido)   | 11          | 0     |
| 2016–2017 | Bengaluru FC              | 12          | 0     |
| 2016      | → Mumbai City FC (cedido) | 6           | 0     |
| 2017–2021 | Mumbai City FC            | 76          | 0     |
| 2021–2022 | ATK Mohun Bagan FC        | 22          | 0     |
| 2022–     | Odisha FC                 | 33          | 0     |

### Selección nacional
Amrinder jugó para India U23 en los Juegos Asiáticos de 2014 siendo titular en dos partidos. También fue el capitán de India U23 en la eliminatoria para el Campeonato Sub-23 de la AFC 2016 en Bangladés. Fue convocado por India para la clasificación para la Copa Asiática 2019 pero no jugó. Debutó oficialmente el 19 de agosto de 2017 ante Mauricio, que terminó con victoria por 2–1. También fue convocado para la Intercontinental Cup 2018, donde solo jugó el partido ante Nueva Zelanda el 7 de junio de 2018, que terminó con derrota por 1-2. Amrinder fue convocado para la Copa Asiática 2019. Amrinder también jugó en la King's Cup de 2019, donde solo jugó el partido ante Tailandia el 9 de junio de 2019 que ganó India 0–1. En la Intercontinental Cup 2019 solo jugó en la derrota por 2-5 ante Corea del Norte. Fue convocado para la clasificación de AFC para la Copa Mundial de Fútbol de 2022 pero no jugó. Jugaría con la selección nacional dos años después en el empate 1-1 ante Omán. Después jugó en la victoria por 2-1 ante Nepal. Luego de un año sin jugar internacionalmente participó en la Tri-Nation Series 2023 ante Birmania que ganó India 1-0.

## Logros

### Club
- I-League: 2015–16
- Federation Cup: 2016–17
- Indian Super League: 2020–21
- Indian Super League winners shield: 2020–21
- Super Cup: 2023[12]

### Selección nacional
- SAFF Championship: 2023
- Tri-Nation Series: 2017, 2023
- Intercontinental Cup: 2018, 2023

### Individual
- Guante de Oro de la I-League: 2015–16
- Guante de Oro de la Indian Super League: 2016
- Guante de Oro de la Tri-Nation Series: 2023[13][14]
- Guante de Oro de la Indian Super Cup: 2023[12]